# Sympherobius riudori
Sympherobius riudori is een insect uit de familie van de bruine gaasvliegen (Hemerobiidae), die tot de orde netvleugeligen (Neuroptera) behoort. 
Sympherobius riudori is voor het eerst wetenschappelijk beschreven door Navás in 1915.